# DECA Games
DECA Games — німецький розробник і видавець відеоігор зі штаб-квартирою в Берліні. Компанія спеціалізується на придбанні та підтримці старих free-to-play ігор-сервісів. Вони є поточними власниками та розробниками багатокористувацького онлайн-шутера Realm of the Mad God. Компанія також придбала низку безкоштовних мобільних ігор, у тому числі DragonVale та кілька ігор від японського видавництва GREE (включаючи Crime City, Knights and Dragons, Modern War і Kingdom Age).
У серпні 2020 року компанія була придбана Embracer Group, що зробило її шостою основною операційною групою холдингу, яка зосередилася на безкоштовних мобільних іграх.
21 лютого 2023 року Deca Games отримали права на низку ігор, розроблених Next Games, зокрема The Walking Dead: No Man's Land. У листопаді 2023 року розробник багатокористувацьких онлайн-ігор Cryptic Studios, що з 2022 року перебували в оперативному підрозділі під керівництвом Gearbox Entertainment, була переведена до підрозділу на чолі з DECA Games. Починаючи з 2024 року, Deca розпочали процес передачі розробки Star Trek Online від Cryptic Studios.